# Nils Otto Møller
Nils Otto Møller   (Frederiksberg, 7 de novembre de 1897 - Lille Heddinge, 14 d'abril de 1966) va ser un regatista danès que va competir durant la dècada de 1920.
El 1928 va prendre part en els Jocs Olímpics d'Amsterdam, on va guanyar la medalla de plata en la regata de 6 metres del programa de vela, a bord del Hi-Hi, junt a Vilhelm Vett, Aage Høy-Petersen i Peter Schlütter.